# Tour des Flandres féminin 2021
La 18e édition du Tour des Flandres féminin a lieu le 3 avril 2021. C'est la cinquième épreuve de l'UCI World Tour féminin 2021. Elle est remportée par la Néerlandaise Annemiek van Vleuten.

## Présentation

### Parcours
À cause de la pandémie, le parcours n'est pas communiqué. On peut noter que la course ne passe par à Grammont. D'après Sporza, les côtes suivantes sont montées :
| Mont | Nom             | Km | Revêtement | Longueur (m) | Pente moyenne | Km de l'arrivée |
| ---- | --------------- | -- | ---------- | ------------ | ------------- | --------------- |
| 1    | Katteberg (nl)  |    | asphalte   | 600          | 6,7 %         |                 |
| 2    | Edelare         |    | asphalte   | 1 000        | 4,2 %         |                 |
| 3    | Boigneberg      |    |            |              |               |                 |
| 4    | Molenberg       |    | pavé       | 463          | 7 %           |                 |
| 5    | Berendries      |    | asphalte   | 940          | 7 %           |                 |
| 6    | Valkenberg      |    | asphalte   | 540          | 8,1 %         | 58,6            |
| 7    | Berg Ten Houte  |    |            |              |               |                 |
| 8    | Kanarieberg     |    | asphalte   | 1 000        | 7,7 %         |                 |
| 9    | Taaienberg      |    | pavé       | 530          | 6,6 %         |                 |
| 10   | Kruisberg       |    | asphalte   | 2 500        | 5 %           |                 |
| 11   | Vieux Quaremont |    | pavés      | 2 200        | 4 %           | 16,7            |
| 12   | Paterberg       |    | pavés      | 360          | 12,9 %        | 13,2            |

En plus des traditionnels monts, il y a cinq secteurs pavés :
| Secteur | Nom                | Km | Longueur (m) | Km de l'arrivée |
| ------- | ------------------ | -- | ------------ | --------------- |
| 1       | Lippenhovestraat   |    | 1 300        |                 |
| 2       | Paddestraat        |    | 1 500        |                 |
| 3       | Holleweg           |    | 1 500        |                 |
| 4       | Karel Martelstraat |    | 2 400        |                 |
| 5       | Jagerij            |    | 800          |                 |

### Équipes
| UCI Women's WorldTeams (9)- Alé BTC Ljubljana - Team BikeExchange - Canyon-SRAM Racing - Team DSM - FDJ-Nouvelle Aquitaine-Futuroscope - Liv Racing - Movistar Team - SD Worx - Trek-Segafredo Équipes féminines continentales (15)- A.R. Monex - Aromitalia-Basso Bikes-Vaiano - Bingoal Casino-Chevalmeire - Ceratizit-WNT Pro Cycling - Hitec Products - Doltcini-Van Eyck Sport-Proximus - Drops-Le col - Jumbo-Visma - Lotto Soudal Ladies - Massi Tactic - Multum Accountants - Parkhotel Valkenburg - Tibco-Silicon Valley Bank - Valcar-Travel & Service - Plantur-Pura |
| |

### Favorites
La formation SD Worx est favorite de l'édition. Elle présente au départ la vainqueur sortante Chantal van den Broek-Blaak et la championne du monde Anna van der Breggen également vainqueur en 2018. Elisa Longo Borghini, vainqueur du Trofeo Alfredo Binda-Comune di Cittiglio, est une autre favorite. Tout comme Marianne Vos qui a levé les bras à Gand-Wevelgem. Annemiek van Vleuten et Katarzyna Niewiadoma, toutes deux à l'avant sur À travers les Flandres sont également à surveiller.

## Récit de la course
La première échappée est provoquée par Fien Van Eynde et Mieke Kröger. Leur fuite est cependant de courte durée. Après la Paddestraat, un groupe de cinq coureuses se forme. Il s'agit de : Femke Markus, Rozanne Slik, Amber Aernouts, Inga Cesuliene et Emilie Moberg. Leur avance atteint cinquante secondes. Le peloton se regroupe au pied de l'Edelareberg. Dans la côte de Berg ten Houte, Leah Thomas attaque, mais elle est rapidement reprise. Dans le Kanarienberg, Annemiek van Vleuten accélère mais ne parvient pas à creuser. Le vent de face, lui fait abandonner sa tentative. Au sommet, Audrey Cordon-Ragot sort seule. Soraya Paladin part ensuite à sa poursuite en haut du Kruisberg. Amy Pieters et Cecilie Uttrup Ludwig tentent également de sortir, mais elles sont immédiatement reprises. Paladin est en poursuite, mais ne parvient pas à opérer la jonction. Audrey Cordon-Ragot est reprise au pied du vieux Quaremont. Au même endroit, Lotte Kopecky est victime d'un incident mécanique et perd un temps précieux. Dans le Quaremont, Anna van der Breggen mène le train. Seule huit coureuses parviennent à suivre. Marianne Vos montre des signes de faiblesse. De retour sur la route, Grace Brown produit une puissante attaque. Annemiek van Vleuten prend l'initiative pour combler la distance. Dans la Paterberg, Van Vleuten donne tout pour sortir. Elle passe au sommet avec huit secondes d'avance. Derrière, Anna van der Breggen fait le gros du travail de poursuite, mais van Vleuten n'est pas reprise. Au sprint pour la deuxième place, Lisa Brennauer s'impose devant Grace Brown,.

## Classements

### Classement final
| \| Classement général \| Classement général \| Classement général \| Classement général \| Classement général \| \| Coureuse \| Coureuse \| Pays \| Équipe \| Temps \| \| ------------------ \| --------------------- \| ------------------ \| ---------------------------------- \| ------------------ \| \| 1re \| Annemiek van Vleuten \| Pays-Bas \| Movistar Team \| 4 h 01 min 11 s \| \| 2e \| Lisa Brennauer \| Allemagne \| Ceratizit-WNT Pro Cycling \| + 26 s \| \| 3e \| Grace Brown \| Australie \| Team BikeExchange \| + 26 s \| \| 4e \| Elisa Longo Borghini \| Italie \| Trek-Segafredo \| + 26 s \| \| 5e \| Demi Vollering \| Pays-Bas \| SD Worx \| + 26 s \| \| 6e \| Marta Cavalli \| Italie \| FDJ-Nouvelle Aquitaine-Futuroscope \| + 26 s \| \| 7e \| Cecilie Uttrup Ludwig \| Danemark \| FDJ-Nouvelle Aquitaine-Futuroscope \| + 28 s \| \| 8e \| Anna van der Breggen \| Pays-Bas \| SD Worx \| + 35 s \| \| 9e \| Marlen Reusser \| Suisse \| Alé BTC Ljubljana \| + 51 s \| \| 10e \| Kristen Faulkner \| États-Unis \| Tibco-Silicon Valley Bank \| + 55 s \| |                       |            |                                    |                 |
| |                       |            |                                    |                 |
| Sources : ProCyclingStats Cycling Quotient |                       |            |                                    |                 |
| Classement général |                       |            |                                    |                 |
| Coureuse | Coureuse              | Pays       | Équipe                             | Temps           |
| 1re | Annemiek van Vleuten  | Pays-Bas   | Movistar Team                      | 4 h 01 min 11 s |
| 2e | Lisa Brennauer        | Allemagne  | Ceratizit-WNT Pro Cycling          | + 26 s          |
| 3e | Grace Brown           | Australie  | Team BikeExchange                  | + 26 s          |
| 4e | Elisa Longo Borghini  | Italie     | Trek-Segafredo                     | + 26 s          |
| 5e | Demi Vollering        | Pays-Bas   | SD Worx                            | + 26 s          |
| 6e | Marta Cavalli         | Italie     | FDJ-Nouvelle Aquitaine-Futuroscope | + 26 s          |
| 7e | Cecilie Uttrup Ludwig | Danemark   | FDJ-Nouvelle Aquitaine-Futuroscope | + 28 s          |
| 8e | Anna van der Breggen  | Pays-Bas   | SD Worx                            | + 35 s          |
| 9e | Marlen Reusser        | Suisse     | Alé BTC Ljubljana                  | + 51 s          |
| 10e | Kristen Faulkner      | États-Unis | Tibco-Silicon Valley Bank          | + 55 s          |

### UCI World Tour

#### Points attribués
| Position           | 1er | 2e  | 3e  | 4e  | 5e  | 6e  | 7e  | 8e  | 9e | 10e | 11e | 12e | 13e | 14e | 15e | 16e à 20e | 21e à 30e | 31e à 40e |
| Classement général | 400 | 320 | 260 | 220 | 180 | 140 | 120 | 100 | 80 | 68  | 56  | 48  | 40  | 32  | 28  | 24        | 16        | 8         |

| Classement par points | Classement par points       | Classement par points | Classement par points              | Classement par points |
| Coureuse              | Coureuse                    | Pays                  | Équipe                             | Points                |
| --------------------- | --------------------------- | --------------------- | ---------------------------------- | --------------------- |
| 1re                   | Elisa Longo Borghini        | Italie                | Trek-Segafredo                     | 948 pts               |
| 2e                    | Marianne Vos                | Pays-Bas              | Jumbo-Visma Women Team             | 888 pts               |
| 3e                    | Grace Brown                 | Australie             | Team BikeExchange                  | 676 pts               |
| 4e                    | Annemiek van Vleuten        | Pays-Bas              | Movistar Team                      | 620 pts               |
| 5e                    | Lisa Brennauer              | Allemagne             | Ceratizit-WNT Pro Cycling          | 604 pts               |
| 6e                    | Lotte Kopecky               | Belgique              | Liv Racing                         | 604 pts               |
| 7e                    | Cecilie Uttrup Ludwig       | Danemark              | FDJ-Nouvelle Aquitaine-Futuroscope | 568 pts               |
| 8e                    | Elisa Balsamo               | Italie                | Valcar-Travel & Service            | 548 pts               |
| 9e                    | Chantal van den Broek-Blaak | Pays-Bas              | SD Worx                            | 432 pts               |
| 10e                   | Emma Norsgaard              | Danemark              | Movistar Team                      | 408 pts               |

| Classement par points | Classement par points       | Classement par points | Classement par points              | Classement par points |
| Coureuse              | Coureuse                    | Pays                  | Équipe                             | Points                |
| --------------------- | --------------------------- | --------------------- | ---------------------------------- | --------------------- |
| 1re                   | Elisa Longo Borghini        | Italie                | Trek-Segafredo                     | 948 pts               |
| 2e                    | Marianne Vos                | Pays-Bas              | Jumbo-Visma Women Team             | 888 pts               |
| 3e                    | Grace Brown                 | Australie             | Team BikeExchange                  | 676 pts               |
| 4e                    | Annemiek van Vleuten        | Pays-Bas              | Movistar Team                      | 620 pts               |
| 5e                    | Lisa Brennauer              | Allemagne             | Ceratizit-WNT Pro Cycling          | 604 pts               |
| 6e                    | Lotte Kopecky               | Belgique              | Liv Racing                         | 604 pts               |
| 7e                    | Cecilie Uttrup Ludwig       | Danemark              | FDJ-Nouvelle Aquitaine-Futuroscope | 568 pts               |
| 8e                    | Elisa Balsamo               | Italie                | Valcar-Travel & Service            | 548 pts               |
| 9e                    | Chantal van den Broek-Blaak | Pays-Bas              | SD Worx                            | 432 pts               |
| 10e                   | Emma Norsgaard              | Danemark              | Movistar Team                      | 408 pts               |

| Classement du meilleur jeune | Classement du meilleur jeune | Classement du meilleur jeune | Classement du meilleur jeune       | Classement du meilleur jeune |
| Coureuse                     | Coureuse                     | Pays                         | Équipe                             | Points                       |
| ---------------------------- | ---------------------------- | ---------------------------- | ---------------------------------- | ---------------------------- |
| 1re                          | Emma Norsgaard               | Danemark                     | Movistar Team                      | 14 pts                       |
| 2e                           | Maria Novolodskaya           | Russie                       | A.R. Monex Women's                 | 8 pts                        |
| 3e                           | Mischa Bredewold             | Pays-Bas                     | Parkhotel Valkenburg               | 6 pts                        |
| 4e                           | Sarah Gigante                | Australie                    | Tibco-Silicon Valley Bank          | 6 pts                        |
| 5e                           | Évita Muzic                  | France                       | FDJ-Nouvelle Aquitaine-Futuroscope | 6 pts                        |
| 6e                           | Vittoria Guazzini            | Italie                       | Valcar-Travel & Service            | 6 pts                        |
| 7e                           | Franziska Koch               | Allemagne                    | Team DSM                           | 4 pts                        |
| 8e                           | Lorena Wiebes                | Pays-Bas                     | Team DSM                           | 4 pts                        |
| 9e                           | Julia van Bokhoven           | Pays-Bas                     | Parkhotel Valkenburg               | 4 pts                        |
| 10e                          | Mylène de Zoete              | Pays-Bas                     | NXTG Racing                        | 2 pts                        |

| Classement du meilleur jeune | Classement du meilleur jeune | Classement du meilleur jeune | Classement du meilleur jeune       | Classement du meilleur jeune |
| Coureuse                     | Coureuse                     | Pays                         | Équipe                             | Points                       |
| ---------------------------- | ---------------------------- | ---------------------------- | ---------------------------------- | ---------------------------- |
| 1re                          | Emma Norsgaard               | Danemark                     | Movistar Team                      | 14 pts                       |
| 2e                           | Maria Novolodskaya           | Russie                       | A.R. Monex Women's                 | 8 pts                        |
| 3e                           | Mischa Bredewold             | Pays-Bas                     | Parkhotel Valkenburg               | 6 pts                        |
| 4e                           | Sarah Gigante                | Australie                    | Tibco-Silicon Valley Bank          | 6 pts                        |
| 5e                           | Évita Muzic                  | France                       | FDJ-Nouvelle Aquitaine-Futuroscope | 6 pts                        |
| 6e                           | Vittoria Guazzini            | Italie                       | Valcar-Travel & Service            | 6 pts                        |
| 7e                           | Franziska Koch               | Allemagne                    | Team DSM                           | 4 pts                        |
| 8e                           | Lorena Wiebes                | Pays-Bas                     | Team DSM                           | 4 pts                        |
| 9e                           | Julia van Bokhoven           | Pays-Bas                     | Parkhotel Valkenburg               | 4 pts                        |
| 10e                          | Mylène de Zoete              | Pays-Bas                     | NXTG Racing                        | 2 pts                        |

| Classement par équipes aux points | Classement par équipes aux points  | Classement par équipes aux points | Classement par équipes aux points |
| Équipe                            | Équipe                             | Pays                              | Points                            |
| --------------------------------- | ---------------------------------- | --------------------------------- | --------------------------------- |
| 1re                               | SD Worx                            | Pays-Bas                          | 1744 pts                          |
| 2e                                | Trek-Segafredo                     | États-Unis                        | 1368 pts                          |
| 3e                                | Movistar Team                      | Espagne                           | 1252 pts                          |
| 4e                                | FDJ-Nouvelle Aquitaine-Futuroscope | France                            | 1116 pts                          |
| 5e                                | Liv Racing                         | Pays-Bas                          | 1064 pts                          |
| 6e                                | Jumbo-Visma                        | Pays-Bas                          | 984 pts                           |
| 7e                                | Ceratizit-WNT Pro Cycling          | Allemagne                         | 916 pts                           |
| 8e                                | Team BikeExchange                  | Australie                         | 880 pts                           |
| 9e                                | Alé BTC Ljubljana                  | Italie                            | 600 pts                           |
| 10e                               | Canyon-SRAM Racing                 | Allemagne                         | 588 pts                           |

| Classement par équipes aux points | Classement par équipes aux points  | Classement par équipes aux points | Classement par équipes aux points |
| Équipe                            | Équipe                             | Pays                              | Points                            |
| --------------------------------- | ---------------------------------- | --------------------------------- | --------------------------------- |
| 1re                               | SD Worx                            | Pays-Bas                          | 1744 pts                          |
| 2e                                | Trek-Segafredo                     | États-Unis                        | 1368 pts                          |
| 3e                                | Movistar Team                      | Espagne                           | 1252 pts                          |
| 4e                                | FDJ-Nouvelle Aquitaine-Futuroscope | France                            | 1116 pts                          |
| 5e                                | Liv Racing                         | Pays-Bas                          | 1064 pts                          |
| 6e                                | Jumbo-Visma                        | Pays-Bas                          | 984 pts                           |
| 7e                                | Ceratizit-WNT Pro Cycling          | Allemagne                         | 916 pts                           |
| 8e                                | Team BikeExchange                  | Australie                         | 880 pts                           |
| 9e                                | Alé BTC Ljubljana                  | Italie                            | 600 pts                           |
| 10e                               | Canyon-SRAM Racing                 | Allemagne                         | 588 pts                           |

## Liste des participantes
| Légende | Légende                                                                    | Légende | Légende                                                    |
| ------- | -------------------------------------------------------------------------- | ------- | ---------------------------------------------------------- |
| Num     | Dossard de départ porté par le coureur sur ce Tour des Flandres            | Pos     | Position à l'arrivée de la course                          |
|         | Indique un maillot de champion national ou mondial, suivi de sa spécialité | NP      | Indique un coureur qui n'a pas pris le départ de la course |
| AB      | Indique un coureur qui n'a pas terminé la course                           | HD      | Indique un coureur qui a terminé la course hors des délais |

| SD Worx SDW | SD Worx SDW                        | SD Worx SDW |
| ----------- | ---------------------------------- | ----------- |
| Num         | Coureuse                           | Pos         |
| 1           | Chantal van den Broek-Blaak (NED)  | 19e         |
| 2           | Anna van der Breggen (NED) (route) | 8e          |
| 3           | Jolien D'Hoore (BEL)               | 78e         |
| 4           | Amy Pieters (NED)                  | 14e         |
| 5           | Demi Vollering (NED)               | 5e          |
| 6           | Christine Majerus (LUX) (route)    | 62e         |

| Alé BTC Ljubljana ALE | Alé BTC Ljubljana ALE   | Alé BTC Ljubljana ALE |
| --------------------- | ----------------------- | --------------------- |
| Num                   | Coureuse                | Pos                   |
| 11                    | Marta Bastianelli (ITA) | 44e                   |
| 12                    | Maaike Boogaard (NED)   | 36e                   |
| 13                    | Eugenia Bujak (SLO)     | 102e                  |
| 14                    | Tatiana Guderzo (ITA)   | 106e                  |
| 15                    | Marlen Reusser (SUI)    | 9e                    |
| 16                    | Laura Tomasi (ITA)      | 79e                   |

| Canyon-SRAM Racing CSR | Canyon-SRAM Racing CSR     | Canyon-SRAM Racing CSR |
| ---------------------- | -------------------------- | ---------------------- |
| Num                    | Coureuse                   | Pos                    |
| 21                     | Katarzyna Niewiadoma (POL) | 20e                    |
| 22                     | Alexis Magner (USA)        | 32e                    |
| 23                     | Alice Barnes (GBR)         | 64e                    |
| 24                     | Hannah Barnes (GBR)        | 65e                    |
| 25                     | Tiffany Cromwell (AUS)     | 23e                    |
| 26                     | Lisa Klein (GER)           | 51e                    |

| FDJ-Nouvelle Aquitaine-Futuroscope FDJ | FDJ-Nouvelle Aquitaine-Futuroscope FDJ | FDJ-Nouvelle Aquitaine-Futuroscope FDJ |
| -------------------------------------- | -------------------------------------- | -------------------------------------- |
| Num                                    | Coureuse                               | Pos                                    |
| 31                                     | Cecilie Uttrup Ludwig (DEN)            | 7e                                     |
| 32                                     | Marta Cavalli (ITA)                    | 6e                                     |
| 33                                     | Brodie Chapman (AUS)                   | 29e                                    |
| 34                                     | Eugénie Duval (FRA)                    | 54e                                    |
| 35                                     | Emilia Fahlin (SWE)                    | 63e                                    |
| 36                                     | Maëlle Grossetête (FRA)                | 57e                                    |

| Liv Racing LIV | Liv Racing LIV              | Liv Racing LIV |
| -------------- | --------------------------- | -------------- |
| Num            | Coureuse                    | Pos            |
| 41             | Lotte Kopecky (BEL) (route) | 13e            |
| 42             | Valerie Demey (BEL)         | 46e            |
| 43             | Sofia Bertizzolo (ITA)      | 45e            |
| 44             | Alison Jackson (CAN)        | 22e            |
| 45             | Jeanne Korevaar (NED)       | 38e            |
| 46             | Soraya Paladin (ITA)        | 66e            |

| Movistar Team MOV | Movistar Team MOV                  | Movistar Team MOV |
| ----------------- | ---------------------------------- | ----------------- |
| Num               | Coureuse                           | Pos               |
| 51                | Annemiek van Vleuten (NED) (route) | 1re               |
| 52                | Aude Biannic (FRA)                 | AB                |
| 53                | Jelena Erić (SRB)                  | AB                |
| 54                | Emma Norsgaard (DEN) (route)       | 35e               |
| 55                | Leah Thomas (USA)                  | 11e               |
| 56                | Barbara Guarischi (ITA)            | AB                |

| Team BikeExchange BEX | Team BikeExchange BEX   | Team BikeExchange BEX |
| --------------------- | ----------------------- | --------------------- |
| Num                   | Coureuse                | Pos                   |
| 61                    | Grace Brown (AUS)       | 3e                    |
| 62                    | Teniel Campbell (TTO)   | 82e                   |
| 63                    | Arianna Fidanza (ITA)   | 110e                  |
| 64                    | Sarah Roy (AUS) (route) | 30e                   |
| 65                    | Amanda Spratt (AUS)     | 28e                   |
| 66                    | Moniek Tenniglo (NED)   | 77e                   |

| Team DSM DSM | Team DSM DSM           | Team DSM DSM |
| ------------ | ---------------------- | ------------ |
| Num          | Coureuse               | Pos          |
| 71           | Floortje Mackaij (NED) | 17e          |
| 72           | Susanne Andersen (NOR) | AB           |
| 73           | Leah Kirchmann (CAN)   | 99e          |
| 74           | Franziska Koch (GER)   | 34e          |
| 75           | Juliette Labous (FRA)  | 60e          |
| 76           | Liane Lippert (GER)    | 26e          |

| Trek-Segafredo TFS | Trek-Segafredo TFS                 | Trek-Segafredo TFS |
| ------------------ | ---------------------------------- | ------------------ |
| Num                | Coureuse                           | Pos                |
| 81                 | Ellen van Dijk (NED)               | 21e                |
| 82                 | Lizzie Deignan (GBR)               | 18e                |
| 83                 | Audrey Cordon-Ragot (FRA) (route)  | 31e                |
| 84                 | Elisa Longo Borghini (ITA) (route) | 4e                 |
| 85                 | Lucinda Brand (NED)                | 67e                |

| Jumbo-Visma Women Team TJV | Jumbo-Visma Women Team TJV | Jumbo-Visma Women Team TJV |
| -------------------------- | -------------------------- | -------------------------- |
| Num                        | Coureuse                   | Pos                        |
| 91                         | Marianne Vos (NED)         | 12e                        |
| 92                         | Anna Henderson (GBR)       | 24e                        |
| 93                         | Romy Kasper (GER)          | 52e                        |
| 94                         | Anouska Koster (NED)       | 37e                        |
| 95                         | Riejanne Markus (NED)      | 27e                        |
| 96                         | Karlijn Swinkels (NED)     | 107e                       |

| Ceratizit-WNT Pro Cycling WNT | Ceratizit-WNT Pro Cycling WNT   | Ceratizit-WNT Pro Cycling WNT |
| ----------------------------- | ------------------------------- | ----------------------------- |
| Num                           | Coureuse                        | Pos                           |
| 101                           | Lisa Brennauer (GER) (route)    | 2e                            |
| 102                           | Kathrin Hammes (GER)            | 74e                           |
| 103                           | Maria Giulia Confalonieri (ITA) | 16e                           |
| 104                           | Marta Lach (POL) (route)        | 59e                           |
| 105                           | Julie Norman Leth (DEN)         | 40e                           |
| 106                           | Lea Lin Teutenberg (GER)        | AB                            |

| Lotto Soudal Ladies LSL | Lotto Soudal Ladies LSL  | Lotto Soudal Ladies LSL |
| ----------------------- | ------------------------ | ----------------------- |
| Num                     | Coureuse                 | Pos                     |
| 111                     | Jesse Vandenbulcke (BEL) | 49e                     |
| 112                     | Danique Braam (NED)      | AB                      |
| 113                     | Lone Meertens (BEL)      | 108e                    |
| 114                     | Hanna Nilsson (SWE)      | 48e                     |
| 115                     | Abby-Mae Parkinson (GBR) | 72e                     |
| 116                     | Anna Plichta (POL)       | AB                      |

| Parkhotel Valkenburg PHV | Parkhotel Valkenburg PHV | Parkhotel Valkenburg PHV |
| ------------------------ | ------------------------ | ------------------------ |
| Num                      | Coureuse                 | Pos                      |
| 121                      | Mischa Bredewold (NED)   | 25e                      |
| 122                      | Femke Gerritse (NED)     | 69e                      |
| 123                      | Femke Markus (NED)       | 87e                      |
| 124                      | Lieke Nooijen (NED)      | 84e                      |
| 125                      | Marit Raaijmakers (NED)  | 73e                      |
| 126                      | Sofie van Rooijen (NED)  | AB                       |

| Tibco-Silicon Valley Bank TIB | Tibco-Silicon Valley Bank TIB | Tibco-Silicon Valley Bank TIB |
| ----------------------------- | ----------------------------- | ----------------------------- |
| Num                           | Coureuse                      | Pos                           |
| 131                           | Lauren Stephens (USA)         | 68e                           |
| 132                           | Eva Buurman (NED)             | AB                            |
| 133                           | Kristen Faulkner (USA)        | 10e                           |
| 134                           | Sarah Gigante (AUS)           | 61e                           |
| 135                           | Nina Kessler (NED)            | 90e                           |
| 136                           | Eri Yonamine (JPN)            | 39e                           |

| Valcar-Travel & Service VAL | Valcar-Travel & Service VAL | Valcar-Travel & Service VAL |
| --------------------------- | --------------------------- | --------------------------- |
| Num                         | Coureuse                    | Pos                         |
| 141                         | Elisa Balsamo (ITA)         | 15e                         |
| 142                         | Chiara Consonni (ITA)       | 42e                         |
| 143                         | Vittoria Guazzini (ITA)     | 56e                         |
| 144                         | Silvia Persico (ITA)        | 76e                         |
| 145                         | Elena Pirrone (ITA)         | AB                          |
| 146                         | Ilaria Sanguineti (ITA)     | 105e                        |

| Plantur-Pura PLP | Plantur-Pura PLP                 | Plantur-Pura PLP |
| ---------------- | -------------------------------- | ---------------- |
| Num              | Coureuse                         | Pos              |
| 151              | Yara Kastelijn (NED)             | AB               |
| 152              | Manon Bakker (NED)               | 103e             |
| 153              | Sanne Cant (BEL)                 | 80e              |
| 154              | Ceylin del Carmen Alvarado (NED) | 104e             |
| 155              | Aniek van Alphen (NED)           | 100e             |
| 156              | Inge van der Heijden (NED)       | 53e              |

| Bingoal-Chevalmeire CCT | Bingoal-Chevalmeire CCT   | Bingoal-Chevalmeire CCT |
| ----------------------- | ------------------------- | ----------------------- |
| Num                     | Coureuse                  | Pos                     |
| 161                     | Justine Ghekiere (BEL)    | AB                      |
| 162                     | Kelly Van den Steen (BEL) | 75e                     |
| 163                     | Thalita de Jong (NED)     | 41e                     |
| 164                     | Claudia Jongerius (NED)   | AB                      |
| 165                     | Natalie van Gogh (NED)    | 95e                     |
| 166                     | Rozanne Slik (NED)        | AB                      |

| Doltcini-Van Eyck-Proximus DVE | Doltcini-Van Eyck-Proximus DVE      | Doltcini-Van Eyck-Proximus DVE |
| ------------------------------ | ----------------------------------- | ------------------------------ |
| Num                            | Coureuse                            | Pos                            |
| 171                            | Victoire Berteau (FRA)              | AB                             |
| 172                            | Christina Schweinberger (AUT)       | AB                             |
| 173                            | Kathrin Schweinberger (AUT) (route) | 33e                            |
| 174                            | Nicole Steigenga (NED)              | AB                             |
| 175                            | Fien Van Eynde (BEL)                | 88e                            |
| 176                            | Amber Aernouts (NED)                | AB                             |

| Multum Accountants MUL | Multum Accountants MUL     | Multum Accountants MUL |
| ---------------------- | -------------------------- | ---------------------- |
| Num                    | Coureuse                   | Pos                    |
| 181                    | Marijke de Smedt (BEL)     | 91e                    |
| 182                    | Fien Delbaere (BEL)        | 93e                    |
| 183                    | Ann-Sophie Duyck (BEL)     | 83e                    |
| 184                    | Rosalie Van der Wolf (NED) | AB                     |
| 185                    | Céline van Houtum (NED)    | 86e                    |
| 186                    | Kylie Waterreus (NED)      | 89e                    |

| Aromitalia-Basso Bikes-Vaiano VAI | Aromitalia-Basso Bikes-Vaiano VAI | Aromitalia-Basso Bikes-Vaiano VAI |
| --------------------------------- | --------------------------------- | --------------------------------- |
| Num                               | Coureuse                          | Pos                               |
| 191                               | Olivija Baleišytė (LTU)           | AB                                |
| 192                               | Giada Borghesi (ITA)              | AB                                |
| 193                               | Letizia Borghesi (ITA)            | DQ                                |
| 194                               | Inga Čilvinaitė (LTU)             | 98e                               |
| 195                               | Rasa Leleivytė (LTU)              | 92e                               |
| 196                               | Gemma Sernissi (ITA)              | AB                                |

| Drops-Le Col DRP | Drops-Le Col DRP              | Drops-Le Col DRP |
| ---------------- | ----------------------------- | ---------------- |
| Num              | Coureuse                      | Pos              |
| 201              | Danielle Christmas (GBR)      | AB               |
| 202              | Elizabeth Bennett (GBR)       | AB               |
| 203              | Emilie Moberg (NOR)           | AB               |
| 204              | Sara Penton (SWE)             | 70e              |
| 205              | Marjolein van 't Geloof (NED) | 85e              |
| 206              | Maike van der Duin (NED)      | 43e              |

| Coop-Hitec Products HPU | Coop-Hitec Products HPU  | Coop-Hitec Products HPU |
| ----------------------- | ------------------------ | ----------------------- |
| Num                     | Coureuse                 | Pos                     |
| 211                     | Caroline Andersson (SWE) | AB                      |
| 212                     | Ingvild Gåskjenn (NOR)   | AB                      |
| 213                     | Amalie Lutro (NOR)       | 96e                     |
| 214                     | Mieke Kröger (GER)       | AB                      |
| 215                     | Mari Hole Mohr (NOR)     | AB                      |
| 216                     | Anne Dorthe Ysland (NOR) | 55e                     |

| A.R. Monex Women's ASA | A.R. Monex Women's ASA        | A.R. Monex Women's ASA |
| ---------------------- | ----------------------------- | ---------------------- |
| Num                    | Coureuse                      | Pos                    |
| 221                    | Arlenis Sierra (CUB)          | AB                     |
| 222                    | Mariia Miliaeva (RUS)         | AB                     |
| 223                    | Maria Novolodskaya (RUS)      | 58e                    |
| 224                    | Katia Ragusa (ITA)            | 47e                    |
| 225                    | Lizbeth Salazar (MEX)         | 88e                    |
| 226                    | Maria Vittoria Sperotto (ITA) | AB                     |

| Massi Tactic MAT | Massi Tactic MAT                   | Massi Tactic MAT |
| ---------------- | ---------------------------------- | ---------------- |
| Num              | Coureuse                           | Pos              |
| 231              | Vita Heine (NOR)                   | 71e              |
| 232              | Mireia Benito (ESP)                | 101e             |
| 233              | Maaike Coljé (NED)                 | 94e              |
| 234              | Agua Marina Espínola (PAR) (route) | 97e              |
| 235              | Špela Kern (SLO)                   | 50e              |
| 236              | Mireia Trias (ESP)                 | 111e             |

| SD Worx SDW | SD Worx SDW                        | SD Worx SDW |
| ----------- | ---------------------------------- | ----------- |
| Num         | Coureuse                           | Pos         |
| 1           | Chantal van den Broek-Blaak (NED)  | 19e         |
| 2           | Anna van der Breggen (NED) (route) | 8e          |
| 3           | Jolien D'Hoore (BEL)               | 78e         |
| 4           | Amy Pieters (NED)                  | 14e         |
| 5           | Demi Vollering (NED)               | 5e          |
| 6           | Christine Majerus (LUX) (route)    | 62e         |

| Alé BTC Ljubljana ALE | Alé BTC Ljubljana ALE   | Alé BTC Ljubljana ALE |
| --------------------- | ----------------------- | --------------------- |
| Num                   | Coureuse                | Pos                   |
| 11                    | Marta Bastianelli (ITA) | 44e                   |
| 12                    | Maaike Boogaard (NED)   | 36e                   |
| 13                    | Eugenia Bujak (SLO)     | 102e                  |
| 14                    | Tatiana Guderzo (ITA)   | 106e                  |
| 15                    | Marlen Reusser (SUI)    | 9e                    |
| 16                    | Laura Tomasi (ITA)      | 79e                   |

| Canyon-SRAM Racing CSR | Canyon-SRAM Racing CSR     | Canyon-SRAM Racing CSR |
| ---------------------- | -------------------------- | ---------------------- |
| Num                    | Coureuse                   | Pos                    |
| 21                     | Katarzyna Niewiadoma (POL) | 20e                    |
| 22                     | Alexis Magner (USA)        | 32e                    |
| 23                     | Alice Barnes (GBR)         | 64e                    |
| 24                     | Hannah Barnes (GBR)        | 65e                    |
| 25                     | Tiffany Cromwell (AUS)     | 23e                    |
| 26                     | Lisa Klein (GER)           | 51e                    |

| FDJ-Nouvelle Aquitaine-Futuroscope FDJ | FDJ-Nouvelle Aquitaine-Futuroscope FDJ | FDJ-Nouvelle Aquitaine-Futuroscope FDJ |
| -------------------------------------- | -------------------------------------- | -------------------------------------- |
| Num                                    | Coureuse                               | Pos                                    |
| 31                                     | Cecilie Uttrup Ludwig (DEN)            | 7e                                     |
| 32                                     | Marta Cavalli (ITA)                    | 6e                                     |
| 33                                     | Brodie Chapman (AUS)                   | 29e                                    |
| 34                                     | Eugénie Duval (FRA)                    | 54e                                    |
| 35                                     | Emilia Fahlin (SWE)                    | 63e                                    |
| 36                                     | Maëlle Grossetête (FRA)                | 57e                                    |

| Liv Racing LIV | Liv Racing LIV              | Liv Racing LIV |
| -------------- | --------------------------- | -------------- |
| Num            | Coureuse                    | Pos            |
| 41             | Lotte Kopecky (BEL) (route) | 13e            |
| 42             | Valerie Demey (BEL)         | 46e            |
| 43             | Sofia Bertizzolo (ITA)      | 45e            |
| 44             | Alison Jackson (CAN)        | 22e            |
| 45             | Jeanne Korevaar (NED)       | 38e            |
| 46             | Soraya Paladin (ITA)        | 66e            |

| Movistar Team MOV | Movistar Team MOV                  | Movistar Team MOV |
| ----------------- | ---------------------------------- | ----------------- |
| Num               | Coureuse                           | Pos               |
| 51                | Annemiek van Vleuten (NED) (route) | 1re               |
| 52                | Aude Biannic (FRA)                 | AB                |
| 53                | Jelena Erić (SRB)                  | AB                |
| 54                | Emma Norsgaard (DEN) (route)       | 35e               |
| 55                | Leah Thomas (USA)                  | 11e               |
| 56                | Barbara Guarischi (ITA)            | AB                |

| Team BikeExchange BEX | Team BikeExchange BEX   | Team BikeExchange BEX |
| --------------------- | ----------------------- | --------------------- |
| Num                   | Coureuse                | Pos                   |
| 61                    | Grace Brown (AUS)       | 3e                    |
| 62                    | Teniel Campbell (TTO)   | 82e                   |
| 63                    | Arianna Fidanza (ITA)   | 110e                  |
| 64                    | Sarah Roy (AUS) (route) | 30e                   |
| 65                    | Amanda Spratt (AUS)     | 28e                   |
| 66                    | Moniek Tenniglo (NED)   | 77e                   |

| Team DSM DSM | Team DSM DSM           | Team DSM DSM |
| ------------ | ---------------------- | ------------ |
| Num          | Coureuse               | Pos          |
| 71           | Floortje Mackaij (NED) | 17e          |
| 72           | Susanne Andersen (NOR) | AB           |
| 73           | Leah Kirchmann (CAN)   | 99e          |
| 74           | Franziska Koch (GER)   | 34e          |
| 75           | Juliette Labous (FRA)  | 60e          |
| 76           | Liane Lippert (GER)    | 26e          |

| Trek-Segafredo TFS | Trek-Segafredo TFS                 | Trek-Segafredo TFS |
| ------------------ | ---------------------------------- | ------------------ |
| Num                | Coureuse                           | Pos                |
| 81                 | Ellen van Dijk (NED)               | 21e                |
| 82                 | Lizzie Deignan (GBR)               | 18e                |
| 83                 | Audrey Cordon-Ragot (FRA) (route)  | 31e                |
| 84                 | Elisa Longo Borghini (ITA) (route) | 4e                 |
| 85                 | Lucinda Brand (NED)                | 67e                |

| Jumbo-Visma Women Team TJV | Jumbo-Visma Women Team TJV | Jumbo-Visma Women Team TJV |
| -------------------------- | -------------------------- | -------------------------- |
| Num                        | Coureuse                   | Pos                        |
| 91                         | Marianne Vos (NED)         | 12e                        |
| 92                         | Anna Henderson (GBR)       | 24e                        |
| 93                         | Romy Kasper (GER)          | 52e                        |
| 94                         | Anouska Koster (NED)       | 37e                        |
| 95                         | Riejanne Markus (NED)      | 27e                        |
| 96                         | Karlijn Swinkels (NED)     | 107e                       |

| Ceratizit-WNT Pro Cycling WNT | Ceratizit-WNT Pro Cycling WNT   | Ceratizit-WNT Pro Cycling WNT |
| ----------------------------- | ------------------------------- | ----------------------------- |
| Num                           | Coureuse                        | Pos                           |
| 101                           | Lisa Brennauer (GER) (route)    | 2e                            |
| 102                           | Kathrin Hammes (GER)            | 74e                           |
| 103                           | Maria Giulia Confalonieri (ITA) | 16e                           |
| 104                           | Marta Lach (POL) (route)        | 59e                           |
| 105                           | Julie Norman Leth (DEN)         | 40e                           |
| 106                           | Lea Lin Teutenberg (GER)        | AB                            |

| Lotto Soudal Ladies LSL | Lotto Soudal Ladies LSL  | Lotto Soudal Ladies LSL |
| ----------------------- | ------------------------ | ----------------------- |
| Num                     | Coureuse                 | Pos                     |
| 111                     | Jesse Vandenbulcke (BEL) | 49e                     |
| 112                     | Danique Braam (NED)      | AB                      |
| 113                     | Lone Meertens (BEL)      | 108e                    |
| 114                     | Hanna Nilsson (SWE)      | 48e                     |
| 115                     | Abby-Mae Parkinson (GBR) | 72e                     |
| 116                     | Anna Plichta (POL)       | AB                      |

| Parkhotel Valkenburg PHV | Parkhotel Valkenburg PHV | Parkhotel Valkenburg PHV |
| ------------------------ | ------------------------ | ------------------------ |
| Num                      | Coureuse                 | Pos                      |
| 121                      | Mischa Bredewold (NED)   | 25e                      |
| 122                      | Femke Gerritse (NED)     | 69e                      |
| 123                      | Femke Markus (NED)       | 87e                      |
| 124                      | Lieke Nooijen (NED)      | 84e                      |
| 125                      | Marit Raaijmakers (NED)  | 73e                      |
| 126                      | Sofie van Rooijen (NED)  | AB                       |

| Tibco-Silicon Valley Bank TIB | Tibco-Silicon Valley Bank TIB | Tibco-Silicon Valley Bank TIB |
| ----------------------------- | ----------------------------- | ----------------------------- |
| Num                           | Coureuse                      | Pos                           |
| 131                           | Lauren Stephens (USA)         | 68e                           |
| 132                           | Eva Buurman (NED)             | AB                            |
| 133                           | Kristen Faulkner (USA)        | 10e                           |
| 134                           | Sarah Gigante (AUS)           | 61e                           |
| 135                           | Nina Kessler (NED)            | 90e                           |
| 136                           | Eri Yonamine (JPN)            | 39e                           |

| Valcar-Travel & Service VAL | Valcar-Travel & Service VAL | Valcar-Travel & Service VAL |
| --------------------------- | --------------------------- | --------------------------- |
| Num                         | Coureuse                    | Pos                         |
| 141                         | Elisa Balsamo (ITA)         | 15e                         |
| 142                         | Chiara Consonni (ITA)       | 42e                         |
| 143                         | Vittoria Guazzini (ITA)     | 56e                         |
| 144                         | Silvia Persico (ITA)        | 76e                         |
| 145                         | Elena Pirrone (ITA)         | AB                          |
| 146                         | Ilaria Sanguineti (ITA)     | 105e                        |

| Plantur-Pura PLP | Plantur-Pura PLP                 | Plantur-Pura PLP |
| ---------------- | -------------------------------- | ---------------- |
| Num              | Coureuse                         | Pos              |
| 151              | Yara Kastelijn (NED)             | AB               |
| 152              | Manon Bakker (NED)               | 103e             |
| 153              | Sanne Cant (BEL)                 | 80e              |
| 154              | Ceylin del Carmen Alvarado (NED) | 104e             |
| 155              | Aniek van Alphen (NED)           | 100e             |
| 156              | Inge van der Heijden (NED)       | 53e              |

| Bingoal-Chevalmeire CCT | Bingoal-Chevalmeire CCT   | Bingoal-Chevalmeire CCT |
| ----------------------- | ------------------------- | ----------------------- |
| Num                     | Coureuse                  | Pos                     |
| 161                     | Justine Ghekiere (BEL)    | AB                      |
| 162                     | Kelly Van den Steen (BEL) | 75e                     |
| 163                     | Thalita de Jong (NED)     | 41e                     |
| 164                     | Claudia Jongerius (NED)   | AB                      |
| 165                     | Natalie van Gogh (NED)    | 95e                     |
| 166                     | Rozanne Slik (NED)        | AB                      |

| Doltcini-Van Eyck-Proximus DVE | Doltcini-Van Eyck-Proximus DVE      | Doltcini-Van Eyck-Proximus DVE |
| ------------------------------ | ----------------------------------- | ------------------------------ |
| Num                            | Coureuse                            | Pos                            |
| 171                            | Victoire Berteau (FRA)              | AB                             |
| 172                            | Christina Schweinberger (AUT)       | AB                             |
| 173                            | Kathrin Schweinberger (AUT) (route) | 33e                            |
| 174                            | Nicole Steigenga (NED)              | AB                             |
| 175                            | Fien Van Eynde (BEL)                | 88e                            |
| 176                            | Amber Aernouts (NED)                | AB                             |

| Multum Accountants MUL | Multum Accountants MUL     | Multum Accountants MUL |
| ---------------------- | -------------------------- | ---------------------- |
| Num                    | Coureuse                   | Pos                    |
| 181                    | Marijke de Smedt (BEL)     | 91e                    |
| 182                    | Fien Delbaere (BEL)        | 93e                    |
| 183                    | Ann-Sophie Duyck (BEL)     | 83e                    |
| 184                    | Rosalie Van der Wolf (NED) | AB                     |
| 185                    | Céline van Houtum (NED)    | 86e                    |
| 186                    | Kylie Waterreus (NED)      | 89e                    |

| Aromitalia-Basso Bikes-Vaiano VAI | Aromitalia-Basso Bikes-Vaiano VAI | Aromitalia-Basso Bikes-Vaiano VAI |
| --------------------------------- | --------------------------------- | --------------------------------- |
| Num                               | Coureuse                          | Pos                               |
| 191                               | Olivija Baleišytė (LTU)           | AB                                |
| 192                               | Giada Borghesi (ITA)              | AB                                |
| 193                               | Letizia Borghesi (ITA)            | DQ                                |
| 194                               | Inga Čilvinaitė (LTU)             | 98e                               |
| 195                               | Rasa Leleivytė (LTU)              | 92e                               |
| 196                               | Gemma Sernissi (ITA)              | AB                                |

| Drops-Le Col DRP | Drops-Le Col DRP              | Drops-Le Col DRP |
| ---------------- | ----------------------------- | ---------------- |
| Num              | Coureuse                      | Pos              |
| 201              | Danielle Christmas (GBR)      | AB               |
| 202              | Elizabeth Bennett (GBR)       | AB               |
| 203              | Emilie Moberg (NOR)           | AB               |
| 204              | Sara Penton (SWE)             | 70e              |
| 205              | Marjolein van 't Geloof (NED) | 85e              |
| 206              | Maike van der Duin (NED)      | 43e              |

| Coop-Hitec Products HPU | Coop-Hitec Products HPU  | Coop-Hitec Products HPU |
| ----------------------- | ------------------------ | ----------------------- |
| Num                     | Coureuse                 | Pos                     |
| 211                     | Caroline Andersson (SWE) | AB                      |
| 212                     | Ingvild Gåskjenn (NOR)   | AB                      |
| 213                     | Amalie Lutro (NOR)       | 96e                     |
| 214                     | Mieke Kröger (GER)       | AB                      |
| 215                     | Mari Hole Mohr (NOR)     | AB                      |
| 216                     | Anne Dorthe Ysland (NOR) | 55e                     |

| A.R. Monex Women's ASA | A.R. Monex Women's ASA        | A.R. Monex Women's ASA |
| ---------------------- | ----------------------------- | ---------------------- |
| Num                    | Coureuse                      | Pos                    |
| 221                    | Arlenis Sierra (CUB)          | AB                     |
| 222                    | Mariia Miliaeva (RUS)         | AB                     |
| 223                    | Maria Novolodskaya (RUS)      | 58e                    |
| 224                    | Katia Ragusa (ITA)            | 47e                    |
| 225                    | Lizbeth Salazar (MEX)         | 88e                    |
| 226                    | Maria Vittoria Sperotto (ITA) | AB                     |

| Massi Tactic MAT | Massi Tactic MAT                   | Massi Tactic MAT |
| ---------------- | ---------------------------------- | ---------------- |
| Num              | Coureuse                           | Pos              |
| 231              | Vita Heine (NOR)                   | 71e              |
| 232              | Mireia Benito (ESP)                | 101e             |
| 233              | Maaike Coljé (NED)                 | 94e              |
| 234              | Agua Marina Espínola (PAR) (route) | 97e              |
| 235              | Špela Kern (SLO)                   | 50e              |
| 236              | Mireia Trias (ESP)                 | 111e             |